# Залозная, Наталья Николаевна
Залозная Наталья Николаевна  (Natalya Zaloznaya, род. 23 мая 1960, Минск, Беларусь) — современная белорусская художница, одна из знаковых представительниц белорусского современного искусства, активная участница манифестаций неофициального искусства Беларуси 1990-х гг.
Преподавала в Минском художественном училище имени А. Глебова (1988—1991 гг.), где была одной из инициаторов/к модернизации устаревшей системы художественного образования. С 2000 года живёт и работает в Бельгии, Черногории, Италии, Беларуси.
Наталья Залозная родилась в семье белорусского художника Николая Григорьевича Залозного, оказавшего существенное влияние на профессиональное становление художницы.

## Образование и стажировки
1980—1985 Белорусский государственный театрально-художественный институт
1989—1991 Стипендиат Союза художников СССР. Проходила стажировку в Доме творчества СЕНЕЖ.
1997 Стажировка KulturKontakt, Вена, Австрия.
1997 Стажировка по программе художественных резиденций в Kunstlerhaus, Босвиль, Швейцария.

## Преподавательская деятельность
1988—1991 Минское художественное училище имени А. Глебова

## Творчество
Начало творчества Натальи Залозной совпало с глобальным социальным и политическим сломом: перестройка 1980-х гг., распад Советского Союза и независимость Беларуси 1991 г. Эпоха перемен стала платформой для художницы действовать в постоянно меняющихся контекстах — доступности информации, открытости границ, возможности экспериментировать. Одна из первых белорусских художников Залозная вышла за рамки живописи, с середины 1990-х гг. начала заниматься инсталляцией, видеоартом, концептуальным искусством.
Сохраняя преданность живописи, художница экспериментирует с поверхностями, внедряя сложные многослойные техники, элементы абстрактного в свои живописные работы. В инсталляциях Залозная проявляет интерес к системе визуальной информации, текстам. Складывая масштабные составные объекты, автор создает новые контексты и значения их элементов.
Художница участвовала во многих масштабных проектах и крупных международных арт событиях. В 2005 г. по инициативе итальянской стороны художница представляла Беларусь на 51-й Венецианской биеннале.

### Персональные выставки
SOLO EXHIBITIONS (selected)
2021
- 2021 - "Present Imperfect». Галерея «A&V», Минск, Беларусь
2020
- 2020 - «Advance the Table to the Middle of the Room». Галерея Лилии Закировой. Хёйсден, Нидерланды
2018
- 2018 - «Freeze Frame». Галерея «Zedes». Брюссель, Бельгия
- 2018 - "Flash Back". Галерея Лилии Закировой. Хёйсден, Нидерланды
2017
- 2017 - «Escape». Галерея «A&V», Minsk, Belarus
- 2017 -  «Escape»//Побег, 11.12 GALLERY, Москва, Россия
2016
- 2016 - «Театр коллективного жеста». Dukley Art Center, Котор
- 2016 - «The Theater of the Collective Gesture». Галерея «Zedes», Брюссель, Бельгия
2014
- 2014 – Present Continuous, 11.12 GALLERY, Москва, Россия
- 2014 - галерея «Artaban», Париж, Франция
- 2014 - «A la dérive». Галерея Espace Blanche, Брюссель, Бельгия
2013
- 2013 - Галерея “De Twee Pauwen”, Гаага, Нидерланды
2011
- 2011 - Галерея Лилии Закировой. Хёйсден, Нидерланды
2010
- 2010 - «Golden Landscape». Галерея «Group 2», Брюссель, Бельгия
- 2010 - Галерея «Colourblind», Кельн, Германия
- 2010 - «Свободный полет». Центр современных искусств. Минск, Беларусь
- 2010 - Галерея Лилии Закировой. Хёйсден, Нидерланды
2009
- 2009 - Галерея “Volga”. Москва, Россия
- 2009 - Галерея “De Twee Pauwen”. Гаага, Нидерланды
2008
- 2008 - Галерея «Volga». Москва, Россия
- 2008 - Галерея «Group 2». Брюссель, Бельгия
2007
- 2007 - Галерея “De Twee Pauwen”. Гаага, Нидерланды
- 2007 - Галерея Ludwig Lefevere. Кнокке-Хейст, Бельгия
- 2007 - Галерея Лилии Закировой. Хёйсден, Нидерланды
2006
- 2006 - Галерея «Group 2» Gallery. Брюссель, Бельгия
2005
- 2005 - Галерея «Group 2» Gallery. Брюссель, Бельгия
- 2005 - Галерея «Spectrum». Лондон, Англия
- 2005 - Галерея Лилии Закировой. Хёйсден, Нидерланды
2004
- 2004 - Галерея Герцева. Атланта, США
- 2004 - Галерея Royden Prior. Итон, Англия
2003
- 2003 - Галерея Marc Van Meensel. Зелем-Хален, Бельгия
2002
- 2002 - Галерея Герцева. Москва, Россия
- 2002 - Галерея “Espace Blanche”. Брюссель, Бельгия
1998
- 1998 - Галерея Герцева. Москва, Россия
1997
- 1997 - «Библиотека”, Kunstlerhaus, Бозвиль, Швейцария
- 1997 - «Семь-Я». KulturKontakt, Вена, Австрия
1992
- 1992 - Национальный художественный музей республики Беларусь. Минск
GROUP EXHIBITIONS (selected)
- 2024 - "Розово". Галерея «Капана». Пловдив, Болгария
- 2023 - "After the War". Неделя современного искусства. Пловдив. Болгария
- 2022 - «Бетонный батут». Галерея Марины Гисич. Санкт-Петербург
- 2022 - «Secondary Archive» на Манифесте 14. "Good as Hell: Voicing Resistance". Национальная галерея Косово, Приштина
- 2019 - «Большая семья чайного гриба Комбуча-Достоевский».  Ок16, Минск, Беларусь
- 2016 - «Все было по-другому». Национальный Центрсовременных искусств  Беларуси
- 2012 - “Food for Thought”, Галерея «Zedes». Брюссель, Бельгия
- 2004 - 51 Венецианское Биеннале. Венеция. Италия
- 2003 - “ Art from Minsk ”. Kunsthof-88, Альмело, Нидерланды
- 2000 - «New Art of Belarus». Центр современного искусства “Zamek Ujazdowski”. Варшава. Польша
- 1999 - “Communication Front”. Пловдив, Болгария
- 1996 - “Bel-Art-Transit”. Центральный Дом Художника. Москва, Россия
- 1995 - “На галерее”, Национальный художественный музей Беларуси. Минск
- 1994 - “Artists from Minsk”. Бонн, Германия
- 1994 - “7 художников из Беларуси”. Братислава. Словакия
- 1992 - “Уроки нехорошего искусства”. Дворец искусств, Минск, Беларусь